# 施韋貝爾巴赫河

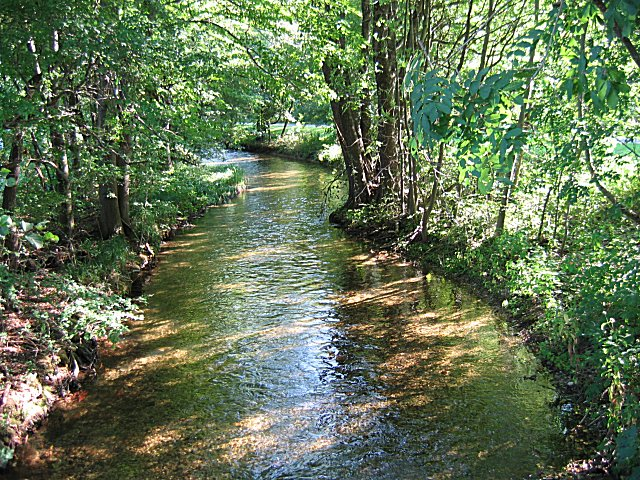
施韋貝爾巴赫河

48°18′14″N 11°31′47″E / 48.30380°N 11.52978°E
施韋貝爾巴赫河（德語：Schwebelbach），是德國的河流，位於該國東南部，由巴伐利亞負責管轄，屬於安珀河的右支流，河道全長8.6公里，河口處在海姆豪森附近。